# Marele Premiu al Japoniei din 2024
Marele Premiu al Japoniei din 2024 (cunoscut oficial ca Formula 1 MSC Cruises Japanese Grand Prix 2024) a fost o cursă auto de Formula 1 ce s-a desfășurat pe 7 aprilie 2024 pe Circuitul Suzuka din Suzuka, Japonia. Cursa a fost cea de-a patra etapă a Campionatului Mondial de Formula 1 FIA din 2024.
Cursa a fost câștigată de polesitter-ul Max Verstappen de la Red Bull Racing, fiind urmat de coechipierul său Sergio Pérez și de pilotul Scuderiei Ferrari Carlos Sainz Jr. Odată cu această victorie, Verstappen și-a extins avantajul în fața lui Pérez la 13 puncte în clasamentul campionatului la piloți.

## Context
Ediția a fost pentru prima dată când evenimentul a avut loc ca etapă de început de sezon, o abatere de la programul tradițional dintre septembrie și noiembrie. Mutarea a făcut parte din eforturile de regionalizare ale Formulei 1, care a plasat Marele Premiu al Japoniei între Marele Premiu al Australiei și cel al Chinei.
Ayumu Iwasa și-a făcut debutul în antrenamentele de Formula 1 pentru RB, conducând în locul lui Daniel Ricciardo în prima sesiune de antrenamente libere.
Furnizorul de anvelope Pirelli a adus compușii de anvelope C1, C2 și C3 (denumiți duri, medii și, respectiv, moi) pentru ca echipele să le folosească la eveniment.

## Calificări
Calificările au avut loc pe 6 aprilie 2024, începând cu ora locală 15:00 JST (UTC+9), ora 09:00 EEST.
| Poz.                  | Nr. | Pilot            | Constructor                  | Timpi calificări | Timpi calificări | Timpi calificări | Grila finală |
| Poz.                  | Nr. | Pilot            | Constructor                  | Q1               | Q2               | Q3               | Grila finală |
| --------------------- | --- | ---------------- | ---------------------------- | ---------------- | ---------------- | ---------------- | ------------ |
| 1                     | 1   | Max Verstappen   | Red Bull Racing-Honda RBPT   | 1:28,866         | 1:28,740         | 1:28,197         | 1            |
| 2                     | 11  | Sergio Pérez     | Red Bull Racing-Honda RBPT   | 1:29,303         | 1:28,752         | 1:28,263         | 2            |
| 3                     | 4   | Lando Norris     | McLaren-Mercedes             | 1:29,536         | 1:28,940         | 1:28,489         | 3            |
| 4                     | 55  | Carlos Sainz Jr. | Ferrari                      | 1:29,513         | 1:29,099         | 1:28,682         | 4            |
| 5                     | 14  | Fernando Alonso  | Aston Martin Aramco-Mercedes | 1:29,254         | 1:29,082         | 1:28,686         | 5            |
| 6                     | 81  | Oscar Piastri    | McLaren-Mercedes             | 1:29,425         | 1:29,148         | 1:28,760         | 6            |
| 7                     | 44  | Lewis Hamilton   | Mercedes                     | 1:29,661         | 1:28,887         | 1:28,766         | 7            |
| 8                     | 16  | Charles Leclerc  | Ferrari                      | 1:29,338         | 1:29,196         | 1:28,786         | 8            |
| 9                     | 63  | George Russell   | Mercedes                     | 1:29,799         | 1:29,140         | 1:29,008         | 9            |
| 10                    | 22  | Yuki Tsunoda     | RB-Honda RBPT                | 1:29,775         | 1:29,417         | 1:29,413         | 10           |
| 11                    | 3   | Daniel Ricciardo | RB-Honda RBPT                | 1:29,727         | 1:29,472         | N/A              | 11           |
| 12                    | 27  | Nico Hülkenberg  | Haas-Ferrari                 | 1:29,821         | 1:29,494         | N/A              | 12           |
| 13                    | 77  | Valtteri Bottas  | Kick Sauber-Ferrari          | 1:29,602         | 1:29,593         | N/A              | 13           |
| 14                    | 23  | Alexander Albon  | Williams-Mercedes            | 1:29,963         | 1:29,714         | N/A              | 14           |
| 15                    | 31  | Esteban Ocon     | Alpine-Renault               | 1:29,811         | 1:29,816         | N/A              | 15           |
| 16                    | 18  | Lance Stroll     | Aston Martin Aramco-Mercedes | 1:30,024         | N/A              | N/A              | 16           |
| 17                    | 10  | Pierre Gasly     | Alpine-Renault               | 1:30,119         | N/A              | N/A              | 17           |
| 18                    | 20  | Kevin Magnussen  | Haas-Ferrari                 | 1:30,131         | N/A              | N/A              | 18           |
| 19                    | 2   | Logan Sargeant   | Williams-Mercedes            | 1:30,139         | N/A              | N/A              | 19           |
| 20                    | 24  | Zhou Guanyu      | Kick Sauber-Ferrari          | 1:30,143         | N/A              | N/A              | 20           |
| Regula 107%: 1:35,086 |     |                  |                              |                  |                  |                  |              |
| Sursa:                |     |                  |                              |                  |                  |                  |              |

## Cursa
Cursa a avut loc pe 7 aprilie 2024, începând cu ora locală 14:00 JST (UTC+9), ora 08:00 EEST, și a durat 53 de tururi.
| Poz.                                                                                 | Nr. | Pilot            | Constructor                  | Tururi | Timp/Retras     | Grilă | Puncte |
| ------------------------------------------------------------------------------------ | --- | ---------------- | ---------------------------- | ------ | --------------- | ----- | ------ |
| 1                                                                                    | 1   | Max Verstappen   | Red Bull Racing-Honda RBPT   | 53     | 1:54:23,566     | 1     | 26     |
| 2                                                                                    | 11  | Sergio Pérez     | Red Bull Racing-Honda RBPT   | 53     | +12,535         | 2     | 18     |
| 3                                                                                    | 55  | Carlos Sainz Jr. | Ferrari                      | 53     | +20,866         | 4     | 15     |
| 4                                                                                    | 16  | Charles Leclerc  | Ferrari                      | 53     | +26,522         | 8     | 12     |
| 5                                                                                    | 4   | Lando Norris     | McLaren-Mercedes             | 53     | +29,700         | 3     | 10     |
| 6                                                                                    | 14  | Fernando Alonso  | Aston Martin Aramco-Mercedes | 53     | +44,272         | 5     | 8      |
| 7                                                                                    | 63  | George Russell   | Mercedes                     | 53     | +45,951         | 9     | 6      |
| 8                                                                                    | 81  | Oscar Piastri    | McLaren-Mercedes             | 53     | +47,525         | 6     | 4      |
| 9                                                                                    | 44  | Lewis Hamilton   | Mercedes                     | 53     | +48,626         | 7     | 2      |
| 10                                                                                   | 22  | Yuki Tsunoda     | RB-Honda RBPT                | 52     | +1 tur          | 10    | 1      |
| 11                                                                                   | 27  | Nico Hülkenberg  | Haas-Ferrari                 | 52     | +1 tur          | 12    |        |
| 12                                                                                   | 18  | Lance Stroll     | Aston Martin Aramco-Mercedes | 52     | +1 tur          | 16    |        |
| 13                                                                                   | 20  | Kevin Magnussen  | Haas-Ferrari                 | 52     | +1 tur          | 18    |        |
| 14                                                                                   | 77  | Valtteri Bottas  | Kick Sauber-Ferrari          | 52     | +1 tur          | 13    |        |
| 15                                                                                   | 31  | Esteban Ocon     | Alpine-Renault               | 52     | +1 tur          | 15    |        |
| 16                                                                                   | 10  | Pierre Gasly     | Alpine-Renault               | 52     | +1 tur          | 17    |        |
| 17                                                                                   | 2   | Logan Sargeant   | Williams-Mercedes            | 52     | +1 tur          | 19    |        |
| Ab                                                                                   | 24  | Zhou Guanyu      | Kick Sauber-Ferrari          | 12     | Cutia de viteze | 20    |        |
| Ab                                                                                   | 3   | Daniel Ricciardo | RB-Honda RBPT                | 0      | Coliziune       | 11    |        |
| Ab                                                                                   | 23  | Alexander Albon  | Williams-Mercedes            | 0      | Coliziune       | 14    |        |
| Cel mai rapid tur: Max Verstappen (Red Bull Racing-Honda RBPT) – 1:33,706 (turul 50) |     |                  |                              |        |                 |       |        |
| Sursa:                                                                               |     |                  |                              |        |                 |       |        |

Note
- ^1 – Include un punct pentru cel mai rapid tur.[10]

## Clasamentele campionatelor după cursă
|        | Poz. | Pilot            | Pct. |
| ------ | ---- | ---------------- | ---- |
|        | 1    | Max Verstappen   | 77   |
| 1      | 2    | Sergio Pérez     | 64   |
| 1      | 3    | Charles Leclerc  | 59   |
|        | 4    | Carlos Sainz Jr. | 55   |
| 1      | 5    | Lando Norris     | 37   |
| Sursa: |      |                  |      |

|        | Poz. | Constructor                  | Pct. |
| ------ | ---- | ---------------------------- | ---- |
|        | 1    | Red Bull Racing-Honda RBPT   | 141  |
|        | 2    | Ferrari                      | 120  |
|        | 3    | McLaren-Mercedes             | 69   |
|        | 4    | Mercedes                     | 34   |
|        | 5    | Aston Martin Aramco-Mercedes | 33   |
| Sursa: |      |                              |      |

- Notă: Doar primele cinci locuri sunt prezentate în ambele clasamente.